# Pijpsleutel

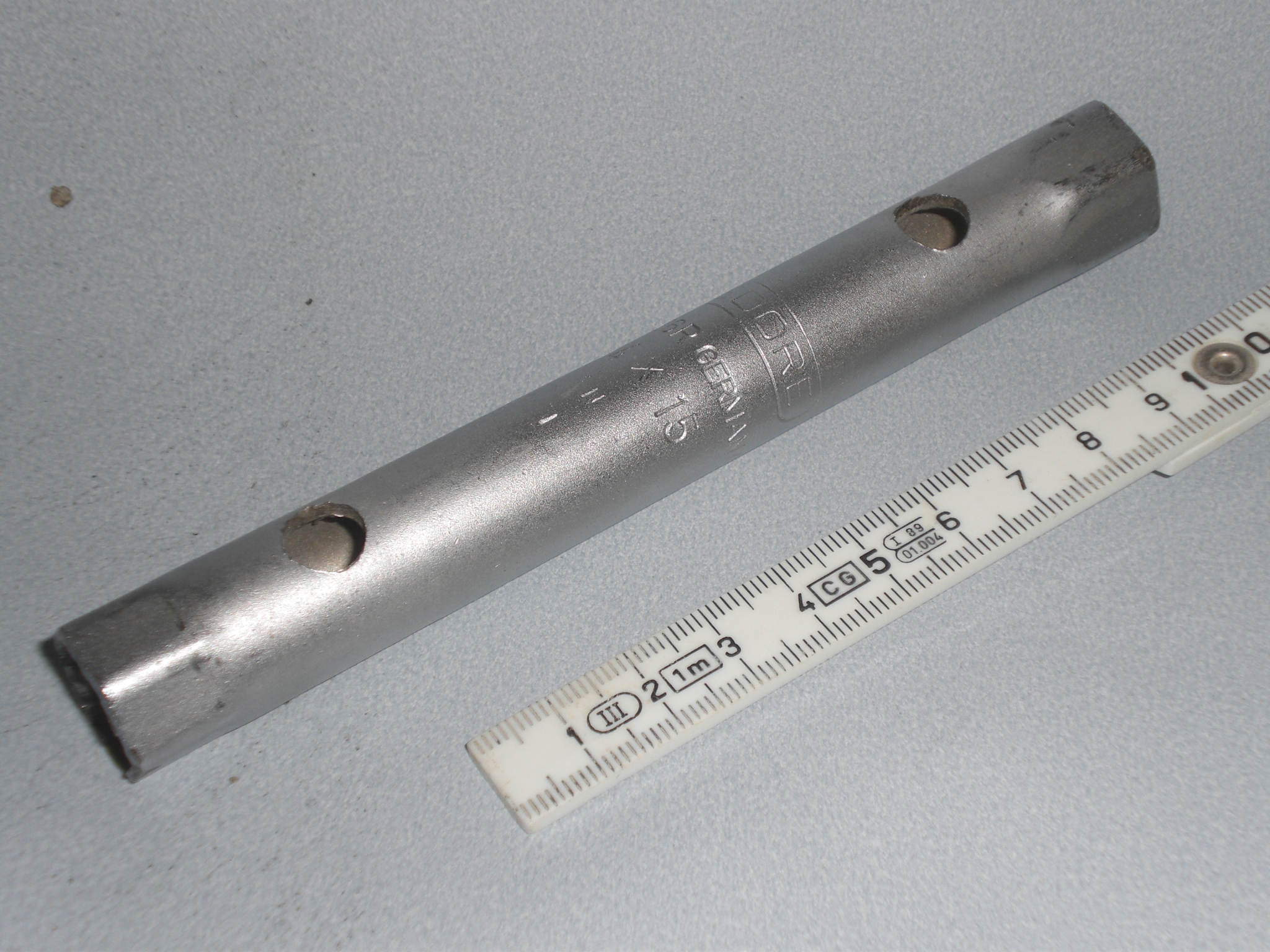
Pijpsleutel

Een pijpsleutel is een stuk gereedschap waarmee diepliggende moeren en bouten los- en vastgedraaid  kunnen worden.
Een pijpsleutel is vervaardigd uit een naadloos stalen pijpeind. Elke uiteinde heeft een zeskantige opening waarin de kop van een bout of moer past. Het draaien gebeurt met een passende stift of wringstaaf die aangebracht wordt in een van de doorgaande gaten van de sleutel. Een pijpsleutel kan gebruikt worden bij dieper weg gelegen bouten en moeren die ontoegankelijk zijn voor andere sleutels, te denken valt bijvoorbeeld aan bougies. Een verder voordeel is, dat een lang draadeind dat uit een moer steekt, in de holle ruimte van de pijpsleutel kan schuiven.
Soms is het handig om een pijpsleutel te verlengen door er twee op elkaar te schuiven, op deze manier kan een moeilijk bereikbare plaats vaak alsnog worden bereikt.
bougiesleutel · dopsleutel · Engelse sleutel · inbussleutel · kruissleutel · momentsleutel · passchroefsleutel · pijpsleutel · ringsleutel · slagsleutel · steeksleutel · tiengaatssleutel · torxsleutel